# ما قبل التاريخ وفجر التاريخ ببولندا

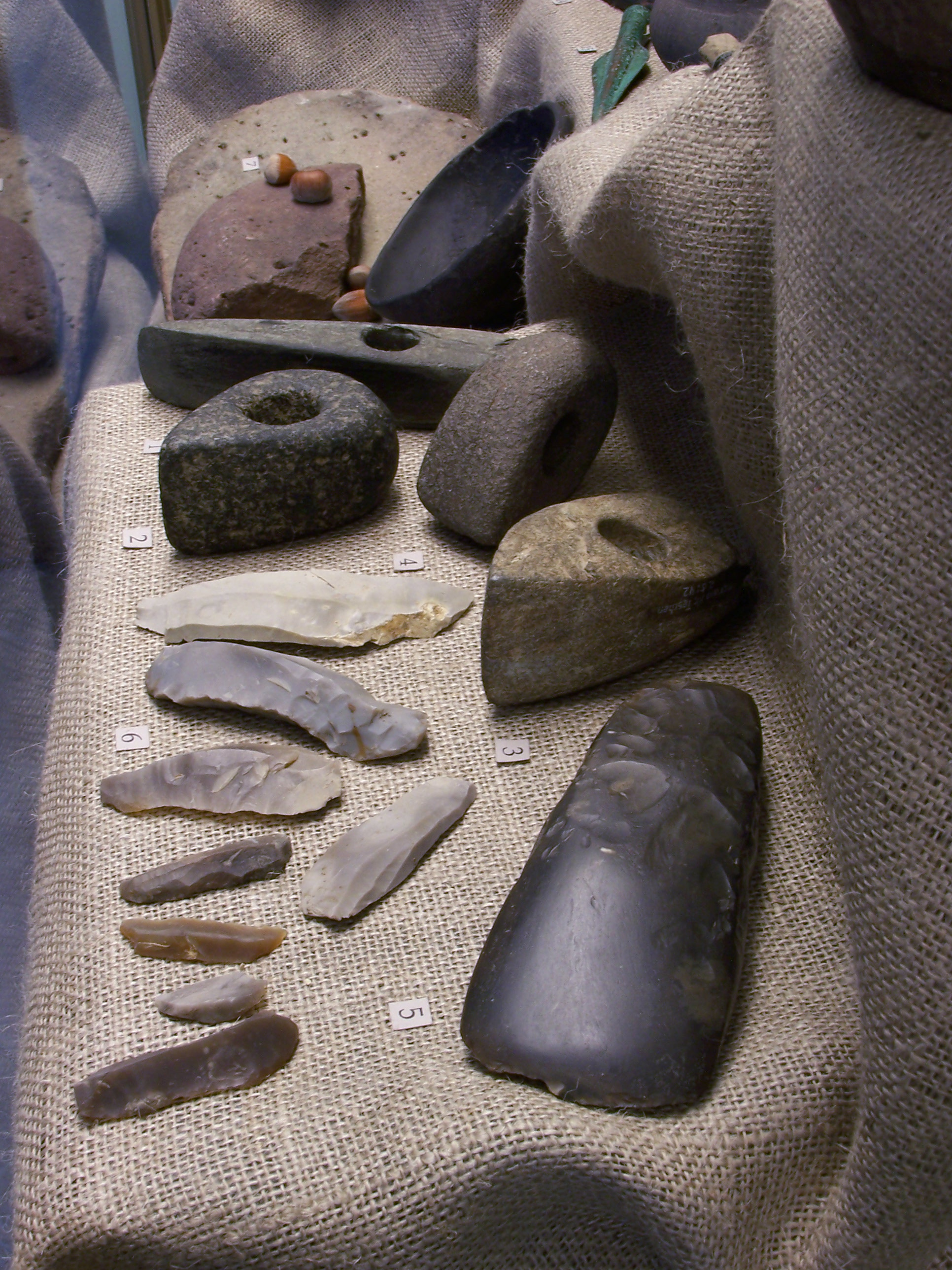
صورة لادوات اثرية وجدت في بولندا و يعتقد انها ترجع لعصور ما قبل التاريخ

يمكن تتبع عصور ما قبل التاريخ وفجر التاريخ في بولندا من أول ظهور لجنس الهومو على أراضي بولندا في الوقت الحالي، إلى إنشاء الدولة البولندية في القرن العاشر الميلادي، أي في نطاق نحو 500 ألف عام.
مرت منطقة بولندا الحالية بمراحل التطور الاجتماعي والتقني المعروفة باسم العصور الحجرية والبرونزية والحديدية بعد أن عايشت التحولات المناخية في الأدوار الجليدية. الاكتشاف الأثري الأكثر شهرة من فترة ما قبل التاريخ هو مستوطنة بيسكوبين المحصنة من الحضارة اللوساتية. وعندما بدأت الحضارات القديمة بالظهور في جنوب وغرب أوروبا، تأثرت حضارات منطقة بولندا الحالية بدرجات متفاوتة.
من بين الشعوب التي كانت تسكن أجزاء مختلفة من بولندا حتى مرحلة العصر الحديدي من التطور كانت قبائل السكوثيين والكلت والجرمان والسارماتيين والرومان (الإيطالقيين) والآفار والفلايك والبلطيق. وفي العصور الوسطى المبكرة، هيمنت القبائل السلافية على المنطقة وأصبحت في النهاية موطنًا لعدد من القبائل السلافية الغربية البولندية والتي شكلت دولًا صغيرة في المنطقة ابتداءً من القرن الثامن.

## علم التأريخ
المعلومات حول الفترات الزمنية المبكرة من التاريخ البشري محدودة، إذ إن المصادر المكتوبة المتاحة سواء القديمة منها أم التي تخص العصور الوسطى قليلة؛ لذا تعتمد الأبحاث في المقام الأول على علم الآثار. لم تدخل اللغة المكتوبة إلى بولندا حتى العام 966 ميلادي، حين اعتنق حاكم الأراضي البولندية، الدوق ميشكو الأول، المسيحية ليأتي بعدها رجال الدين الأجانب المتعلمون.

## العصر الحجري
ينقسم العصر الحجري في بولندا إلى العصر الحجري القديم، والعصر الحجري المتوسط والعصر الحجري الحديث.
امتد العصر الحجري القديم من نحو 500 ألف عام قبل الميلاد إلى 8000 قبل الميلاد، وينقسم بدوره إلى أربع فترات:
- العصر الحجري القديم السفلي من نحو 500 ألف قبل الميلاد إلى 350 ألف قبل الميلاد.
- العصر الحجري القديم الأوسط من نحو 350 ألف قبل الميلاد إلى 40 ألف قبل الميلاد.
- العصر الحجري القديم العلوي من نحو 40 ألف قبل الميلاد إلى 10 ألاف قبل الميلاد.
- والعصر الحجري القديم الأخير من نحو 10 ألف قبل الميلاد إلى 8 ألاف قبل الميلاد.

أما العصر الحجري المتوسط فقد امتد من نحو 8 ألاف قبل الميلاد إلى 5500 قبل الميلاد.
والعصر الحجري الحديث أيضًا امتد من نحو 5500 قبل الميلاد إلى 2300 قبل الميلاد، وينقسم العصر الحجري الحديث إلى العصر الحجري الحديث الأول من نحو 5500 قبل الميلاد إلى 2900 قبل الميلاد، والعصر النحاسي من نحو 2900 قبل الميلاد إلى 2300 قبل الميلاد.
استمر العصر الحجري في بولندا ما يقرب من 500 ألف عام، وشهد ظهور ثلاثة أجناس متمايزة من الهومو: الإنسان المنتصب (إريكتوس)، والإنسان البدائي (نياندرتال)، والإنسان العاقل (هومو سابينز - البشر). تراوحت حضارات العصر الحجري بين المجموعات البشرية المبكرة ذات الأدوات البدائية والمجتمعات الطبقية والزراعية المتقدمة التي استخدمت الأدوات الحجرية الأرقى، وقامت ببناء مستوطنات محصنة وطورت فلزات النحاس.
تميزت كل مرحلة من العصر الحجري القديم والمتوسط والحديث في بولندا بتحسين أساليب صنع الأدوات الحجرية، مثلما كان الحال في بقية أجزاء أوروبا الوسطى. فكانت الأنشطة البشرية في العصر الحجري القديم (التي يبلغ عمر مواقعها المبكرة 500 ألف عام) متقطعة بسبب كثرة تكون الأنهار الجليدية. أما العصر الحجري المتوسط (9000-8000 ق.م.) فكان من سماته ارتفاع حرارة المناخ ما أدى لزيادة تنوع النظام البيئي.
ويُستدل على العصر الحجري الحديث بقيام أولى المجتمعات الزراعية المستقرة، والتي هاجر مؤسسوها من منطقة نهر الدانوب نحو 5500 قبل الميلاد. وفي وقت لاحق، تبنى السكان الأصليون في فترة ما بعد العصر الحجري المتوسط أسلوب الحياة الزراعي وطوروه (بين 4400 و2000 قبل الميلاد).

## العصور البرونزية والحديدية
يشمل العصر البرونزي في بولندا: الفترة الأولى: 2300-1600 ق.م؛ الفترة الثانية: 1600-1350 ق.م؛ الفترة الثالثة: 1350 - 1100 ق.م؛ الفترة الرابعة: 1100 - 900 ق.م؛ الفترة الخامسة: 900-700 ق.م. وقد تضمن العصر الحديدي المبكر حضارة هالستات سي 700-600 ق.م، وهالستات دي من 600-450 ق.م.
عُرفت حضارات العصر البرونزي والعصر الحديدي في بولندا بشكل أساسي عبر البحوث الأثرية. بدأت حضارات العصر البرونزي المبكر في بولندا نحو 2400- 2300 ق.م، في حين بدأ العصر الحديدي بدأ نحو 750-700 ق.م. ولم تعد الحضارات الأثرية للعصر الحديدي موجودة منذ بداية الحقبة العامة. ونظرًا إلى عدم وجود سجلات مكتوبة، فالإثنيات والانتماءات اللغوية للمجموعات التي عاشت في أوروبا الوسطى والشرقية في ذلك الوقت تخمينية؛ لذا يوجد خلاف كبير حول هوياتها. وفي بولندا، برزت الحضارة اللوساتية والتي امتدت عبر العصرين البرونزي والحديدي. إذ أن الاكتشاف الأثري الأكثر شهرة في تلك الفترة هو مستوطنة بيسكوبين المحصنة (gród) التي كانت تمثل الحضارة اللوساتية في العصر الحديدي المبكر.
دخلت الأدوات البرونزية إلى بولندا نحو 2300 ق.م عن طريق حوض الكاربات (بانونيا). هيمنت على العصر البرونزي الأصلي الذي تلاه حضارة أونيتيتسه (أونيتيتسكا) الابتكارية غربي بولندا، بينما هيمنت حضارة ميرزونافيتسا المحافظة شرقي بولندا. ومع العصر البرونزي الأقدم حل محل هاتين الحضارتين حضارة توميولوس (حضارة التلال الجنائزية) وحضارة شتينيتس.
كانت حضارة أورنفيلد من سمات فترات العصر البرونزي اللاحقة، إذ انتشر أسلوب حرق جثث الموتى في معظم أنحاء أوروبا بدلًا عن مدافن الهياكل العظمية. وقد هيمنت مستوطنات الحضارة اللوساتية على المشهد في بولندا منذ ما يقرب ألف عام، واستمرت حتى حلول العصر الحديدي المبكر. وقد عجلت سلسلة من الغزوات السكوثيونية بدأت في القرن السادس قبل الميلاد بزوال حضارتهم. كانت فترة هالستات دي بمثابة فترة التوسع لدى حضارة بوميرانيا، بينما شغلت حضارة كورغان البلطيق الغربية إقليم ماسوريا وفارميا في بولندا.

## العصور القديمة
تنقسم فترة حضارة لاتين إلى: لاتين إيه من 450 إلى 400 ق.م، ولاتين بي من 400 إلى 250 ق.م، ولاتين سي من 250 إلى 150 ق.م، ولاتين دي من 150 إلى نهاية التأريخ قبل الميلادي. وتعتبر الفترة من 400 إلى 200 ق.م المرحلة المبكرة ما قبل الرومانية، ومن 200 إلى 0 ق.م المرحلة الأصغر ما قبل الرومانية (إيه). وأعقب ذلك فترة التأثير الروماني، والتي استمرت المرحلة المبكرة منها من 0 إلى 150 م (0 – 80 بي 1، 80 – 150 بي 2)، والمرحلة المتأخرة من 150 إلى 375 م (150 – 250 سي 1، 250 – 300 سي 2، 300 – 375 سي 3). وتضمنت الفترة من 375 إلى 500 م عصر الهجرات (دي و إي) (قبل السلافية).
تعرف الشعوب المنتمية إلى حضارات أثرية متعددة على أنها قبائل كلت وجرمان وبلطيق، والتي استوطنت أجزاء من بولندا خلال العصور القديمة الكلاسيكية من 400 ق.م إلى 450-500 م. أما المجموعات الأخرى، التي يصعب تحديد هويتها، فهي حاضرة أيضًا على الأرجح، نظرًا إلى أن التكوين الإثني للحضارات الأثرية غير معترف به كثيرًا. نجحت العديد من هذه الشعوب بتطوير حضارة مادية متقدمة وتنظيمات اجتماعية، على الرغم من افتقارهم لاستخدام اللغة المكتوبة، مثلما يتضح من السجل الأثري، على سبيل المثال يُحكم عليهم من خلال وجود مقابر أميرية للسلالات مجهزة بطريقة مترفة. كان من مميزات تلك الفترة ارتفاع معدلات الهجرة التي كانت تتضمن مجموعات كبيرة من الناس.
أسست شعوب الكلت عددًا من مراكز الاستيطان، بداية من أوائل القرن الرابع قبل الميلاد، ويقع معظمها جنوب بولندا الحالية، والتي كانت على الحد الخارجي لتوسعهم، كممثلين لحضارة لاتين. من خلال اقتصادهم المتقدم وحرفهم، مارسوا تأثيرًا ثقافيًا دائمًا لا يتناسب مع أعدادهم الصغيرة في المنطقة.
عاشت الشعوب الجرمانية فيما يُعرف اليوم ببولندا لعدة قرون، وخلال هذه الفترة هاجرت العديد من قبائلهم أيضًا في الاتجاهين الجنوبي والشرقي (حضارة فيلبارك). ومع توسع الإمبراطورية الرومانية، أصبحت القبائل الجرمانية تحت التأثير الثقافي الروماني. وقد حُفظت بعض الملاحظات الكتابية لمؤلفين رومان تتصل بالتطورات في الأراضي البولندية؛ والتي توفر رؤية إضافية عند مقارنتها مع السجل الأثري. في النهاية، بينما كانت الإمبراطورية الرومانية على وشك الانهيار، دمرت شعوب الرحل التي كانت تشن الغزوات من الشرق الحضارات والمجتمعات الجرمانية المختلفة، لذا غادرت الشعوب الجرمانية أوروبا الوسطى والشرقية باتجاه الأجزاء الغربية والجنوبية من القارة الأوروبية التي كانت أكثر أمانًا وثراءً.
سكنت قبائل البلطيق الزاوية الشمالية الشرقية من أراضي بولندا المعاصرة وما يزالون يقطنونها. إذ كانوا خارج حدود التأثير الثقافي الكبير للإمبراطورية الرومانية.